# Caroline Lake Quiner
Pour les articles homonymes, voir Ingalls.
Caroline Lake Ingalls, née Quiner à Brookfield dans le Wisconsin le 12 décembre 1839 et morte dans le Dakota du Sud le 20 avril 1924, était la mère de la romancière Laura Ingalls Wilder.

## Biographie
Caroline Lake Quiner naît le 12 décembre 1839 à Brookfield, dans le Wisconsin, une ville désormais intégrée à la banlieue de Milwaukee.
Elle est la fille de Henry Quiner et Charlotte Tucker Quiner. Son père, marchand itinérant qui commerce beaucoup avec les tribus amérindiennes, meurt lorsqu'elle n'a que 5 ans, sa mère se remarie quelque temps après avec un fermier, Frederick Holbrook. Ensemble, ils ont une fille, Charlotte « Lottie » Holbrook. Caroline aime beaucoup son beau-père, si bien qu'elle donne son prénom à son fils, Charles Frederick Jr..
Caroline épouse le 1er février 1860 Charles Philip Ingalls, avec lequel elle a cinq enfants : Mary, Laura, Carrie, Charles Jr. et Grace.

## Filmographie
L'actrice Karen Grassle joue son rôle dans la série La Petite Maison dans la prairie de 1974 à 1983.